# Тепсень
Тепсень — городище на плато Тепсень, на південній околиці смт Коктебель, біля підніжжя гірського масиву Карадаг. 
Пам'ятку досліджували М. Барсамов, В. Бабенчиков, М. Фронджуло, В. Майко. 
Тепсень є рештками міського поселення (площею 16—20 га), що існувало в 2-й половині VIII — 1-й половині X ст.. Було засноване носіями салтівсько-маяцької культури — болгарами-тюрками, які переселилися до Криму і зазнали потужного візантійського впливу. 
Досліджено численні житлові й господарські споруди, 6 християнських храмів (один із них мав розміри 24×31 м і є найбільшим у середньовічному Криму), некрополі, водогін, колодязь. 
Відомо про рештки порту. 
Руйнування міста в середині X ст. пов'язують із нападом кочовиків або походом хозар. 
За однією з версій, Тепсень ототожнюють із містом Фули.
На Тепсень відомі також археологічні матеріали пізнішого часу. Вони малодосліджені, але все ж дають підстави стверджувати, що в приморській частині городища в XIV—XV ст. існувало поселення, яке ототожнюють із населеним пунктом Посідіма (Possidima), що входив до генуезьких володінь (ототожнення Тепсень з Калієрою слід визнати застарілим). 
Є також думка про локалізацію тут античного порту Афінеон.